# Amblyptila strophanthina
Amblyptila strophanthina är en fjärilsart som beskrevs av Lajos Vári 1961. Amblyptila strophanthina ingår i släktet Amblyptila och familjen styltmalar. Inga underarter finns listade i Catalogue of Life.